# ثورمان باركر
ثورمان باركر (بالإنجليزية: Thurman Barker)‏ هو فنان إيقاعي وأستاذ جامعي وعازف جاز أمريكي، ولد في 8 يناير 1948 في شيكاغو في الولايات المتحدة.

## وصلات خارجية
- ثورمان باركر على موقع ميوزك برينز (الإنجليزية)
- ثورمان باركر على موقع أول ميوزيك (الإنجليزية)
- ثورمان باركر على موقع ديسكوغز (الإنجليزية)